# 吕迪格·亨宁
吕迪格·亨宁（德語：Rüdiger Henning，1943年11月5日—2024年10月2日），德国男子赛艇运动员。他曾代表西德参加1968年夏季奥林匹克运动会赛艇比赛，获得男子八人单桨有舵手金牌。